# Mixogaster lopesi
Mixogaster lopesi är en tvåvingeart som beskrevs av Carrera och Lenko 1958. Mixogaster lopesi ingår i släktet Mixogaster och familjen blomflugor. Inga underarter finns listade i Catalogue of Life.